# لوکاس ریوس
لوکاس ریوس (انگلیسی: Lucas Ríos؛ زادهٔ ۸ مارس ۱۹۹۸) بازیکن فوتبال اهل آرژانتین است.